# 哈夫模型
在空间分析中，哈夫模型（英語：Huff model）是一种用于预测消费者造访某地的概率的工具，它是关于到某地的距离、该地的吸引力和其他备选去处相对吸引力的函数。它由大卫·哈夫（David Huff）于1963年提出，如今已应用于市场营销、经济学、零售研究和城市规划等领域，相关工具已在多个商业GIS软件系统中集成。
该模型相对易用、对不同问题的适用性强，使其经久不衰。
模型公式如下：
{\displaystyle P_{ij}={\frac {A_{j}^{\alpha }D_{ij}^{-\beta }}{\sum _{j=1}^{n}A_{j}^{\alpha }D_{ij}^{-\beta }}}}
其中：
- {\displaystyle A_{j}}为商店j吸引力的度量
- {\displaystyle D_{ij}}为从消费者位置i到商店j的距离
- {\displaystyle \alpha }为吸引力参数
- {\displaystyle \beta }为距离衰减参数
- {\displaystyle n}为店铺总数，包括店铺j